# Peter Zinkann
Peter Christian Zinkann (* 17. September 1928 in Bremen) ist ein deutscher Maschinenbauingenieur und Industriemanager, er war Mitglied der Geschäftsführung des Unternehmens Miele & Cie.

## Leben
Zinkann ist ein Enkel des Unternehmensgründers Reinhard Zinkann (1864–1939) und ein Sohn von Kurt Christian Zinkann (1904–1985). 1944 kam er als Flakhelfer auf den Flughafen Gütersloh. Er machte 1949 Abitur am Evangelisch Stiftischen Gymnasium und studierte Maschinenbau an der Technischen Hochschule Darmstadt und der Handelshochschule St. Gallen. Sein Studium schloss er mit dem akademischen Grad eines Diplom-Ingenieurs ab und promovierte 1956. Am 1. Januar 1957 trat er in das Unternehmen Miele ein und wurde am 20. Dezember 1972 alleinzeichnungsberechtigt.
Während Rudolf Miele die kaufmännische Leitung des Unternehmens hatte, galt Zinkann als technischer Innovator. Beim Deutschen Patent- und Markenamt reichte er 80 Patente ein.
Verheiratet war Zinkann von 1958 bis zu ihrem Tod 2025 mit Karin, geborene Rohe. Sein Sohn Reinhard Zinkann (* 1959) ist seit 1999 geschäftsführender Gesellschafter von Miele.
1999 wurde er gemeinsam mit Rudolf Miele in die „Hall of fame“ des Manager Magazins aufgenommen. 2003 erhielt er die Ehrenbürgerwürde der Stadt Gütersloh, 2006 das Bundesverdienstkreuz 1. Klasse, unter anderem für seine Verdienste um die 1974 zur Förderung der Jugendpflege gegründete Miele-Stiftung, die Kurt-Zinkann-Stiftung zur Musikpflege sowie die Erich-und-Katharina-Zinkann-Stiftung zur Förderung von Wissenschaft und Forschung im Gesundheitswesen. Zinkann ist außerdem Ehrensenator der Universität Paderborn und Träger der Carl-Heinrich-Dencker-Ehrennadel der Rheinischen Friedrich-Wilhelms-Universität Bonn für seine Verdienste auf dem Gebiet der Haushaltstechnik.